# Liste der Monuments historiques in Moussy-le-Neuf
Die Liste der Monuments historiques in Moussy-le-Neuf führt die Monuments historiques in der französischen Gemeinde Moussy-le-Neuf auf.

## Liste der Bauwerke
| Bezeichnung       | Beschreibung              | Standort | Kennzeichnung | Schutzstatus | Datum | Bild           |
| ----------------- | ------------------------- | -------- | ------------- | ------------ | ----- | -------------- |
| Kirche St-Vincent | Erbaut im 16. Jahrhundert | (Lage)   | PA00087152    | Classé       | 1979  | weitere Bilder |

## Liste der Objekte
Zum Verständnis siehe: Kirchenausstattung
- Monuments historiques (Objekte) in Moussy-le-Neuf in der Base Palissy des französischen Kultusministeriums